# Pancalieri
Pancalieri é uma comuna italiana da região do Piemonte, província de Turim, com cerca de 1.884 habitantes. Estende-se por uma área de 15 km², tendo uma densidade populacional de 126 hab/km². Faz fronteira com Osasio, Virle Piemonte, Vigone, Lombriasco, Casalgrasso (CN), Villafranca Piemonte, Faule (CN), Faule (CN), Polonghera (CN).

## Demografia
| Variação demográfica do município entre 1861 e 2011                               |
|                                                                                   |
| Fonte: Istituto Nazionale di Statistica (ISTAT) - Elaboração gráfica da Wikipedia |